# Ahmed Bouzzine
Pour les articles homonymes, voir Bouzzine.
Ahmed Bouzzine est un conteur marocain. Il a commencé sa carrière dans les années 1980.

## Publications
- Contes du Maroc, ill. Christian Guibbaud, éd. Milan, 2010,   (ISBN 9782745945389)
- Voyages à travers trois vies, éd. Jardin des Mots, 2012,  (ISBN 9782952817653)
- Fragment d'épopée Touareg, éd. Jardin des Mots, 2011,  (ISBN 9782952817639)
- Le Garçon aux longues oreilles, ill. Vincent Farges, éd. Les Editions des Braques, 2012,  (ISBN 2918911283)